# Homesick (Computerspiel)
Homesick ist ein Point-and-Click-Adventure des US-amerikanischen Independent-Entwicklerstudios Lucky Pause aus dem Jahr 2015.

## Handlung
Der Spieler wird ohne jegliche Hintergrundinformationen in eine verlassene Wohnung innerhalb einer Hochhausruine versetzt. Während er sich nach und nach Areale des Hochhauses erschließt, stößt er gelegentlich auf Bilder oder Schriftstücke, die die Vergangenheit und Gegenwart des Spielers und der Stadt, in der sich das Hochhaus befindet, beleuchten. Nachts erwacht der Spieler regelmäßig in einer alptraumhaften Schwarzweiß-Version des Hochhauses, in der er von einer schwarzen Masse verfolgt wird. Ziel des Spiels ist es, die eigene Identität und Hintergrundgeschichte zu erforschen.

## Spielprinzip und Technik
Homesick ist ein First-Person-Adventure, das heißt, die Darstellung des Geschehens erfolgt aus der Perspektive des Spielers. Die Kamera ist dabei in allen Richtungen frei drehbar. Die Fortbewegung innerhalb der Spielwelt erfolgt über die WASD-Tasten. Die Interaktion mit der Umgebung erfolgt über in der Bildschirmmitte fixierten Cursor, der, wenn er über einem Objekt positioniert wird, mit dem eine Interaktion möglich ist, eine alternative Form annimmt, woraufhin ein Mausklick die Interaktion auslöst. Gegenstände können so aufgenommen und, nachdem man sie mittels Mausrad aus dem Inventar ausgewählt hat, mit Interaktionspunkten kombiniert werden. Anstelle eines bei Adventures üblichen, freien Speichersystems wird der Spielstand automatisch gespeichert, wenn sich der Spieler schlafen legt.

## Produktionsnotizen
Die gesamte Produktion abzüglich der Musik und weniger 3D-Modellierungsarbeiten oblag Lucky-Pause-Gründer Marrett Meeker, der vorher für Blur Studio in Kalifornien visuelle Spezialeffekte für Werbe- und Kurzfilme sowie für Computerspiele wie Clive Barker’s Jericho oder Empire Earth III 3D-Modelle erstellte und sich 2012 mit Lucky Pause selbständig machte. Das Spiel wurde über die Crowdsourcing-Plattform Kickstarter finanziert. Die Kampagne lief Anfang 2013 und sollte 8000 USD einspielen; die Auslieferung des fertigen Spiels wurde für Juli 2013 anvisiert. Tatsächlich erbrachte die Kampagne ca. 28.000 USD. Die Fertigstellung des Spiels verzögerte sich um fast zwei Jahre; am 28. Mai 2015 erschien das Spiel für Windows-PCs über die Vertriebsplattform Steam. In einem Interview mit dem Polygon-Magazin erklärte Meeker, bei der Konzeptionierung von Homesick deutlich vom 2012 erschienenen Adventure Dear Esther inspiriert worden zu sein. Meekers Partnerin Morgan Wyenn, die als Co-Produzentin geführt wird, ist Anwältin des Natural Resources Defense Council. Aus Diskussionen zwischen Meeker und Wyenn ergab sich die dem Spiel zugrunde liegende Umweltthematik.
Das Spiel verfügt über keinerlei Sprachausgabe. Neben Soundeffekten für die Interaktion mit Objekten gibt es einen gelegentlich eingeblendeten, ambientartigen Soundtrack, der mit Klavier und Cello eingespielt wurde und für den die kanadische Pianistin Heather Schmidt verantwortlich zeichnet. Das Cello wurde von Shauna Rolston gespielt.
Eine Mac-OS-Version des Spiels war in Arbeit, hierfür sollte das Spiel auf die Unreal-4-Engine portiert werden.

## Rezeption
Homesick erreicht einen Metacritic-Score von 75, basierend auf sechs Rezensionen. Das Fachmagazin Adventure-Treff zog Vergleiche mit Dear Esther, das ebenfalls auf Erkundung als dominierendes Spielelement setze. Es lobte Grafik, Soundtrack und Atmosphäre, kritisierte das mitunter schleppende Spieltempo und hielt als Fazit fest, dass Homesick im Kern eine gelungene interaktive Erzählung sei, als Spiel aber wenig zu bieten habe. 4Players befand das Spiel als „atmosphärisch“, lobte die Grafik als „überzeugend“ und „eindrucksvoll“ und konstatierte, dass Homesick den Spieler „ohne Erzähler oder vorgerenderte Szenen in seinen Bann“ ziehe. Das Polygon-Magazin zog ebenfalls Vergleiche zu Dear Esther sowie zu Gone Home und bezeichnete Homesick als „liebenswert“ und „wunderbares dreidimensionales Kunstwerk“. Adventure Gamers lobte die „großartige Atmosphäre“, die durch Grafik und Musik kreiert werde, kritisierte aber die Story als „etwas dünn“, die Rätsel als zu einfach und den Umfang des Spiels als zu gering.